# Gos de trineu

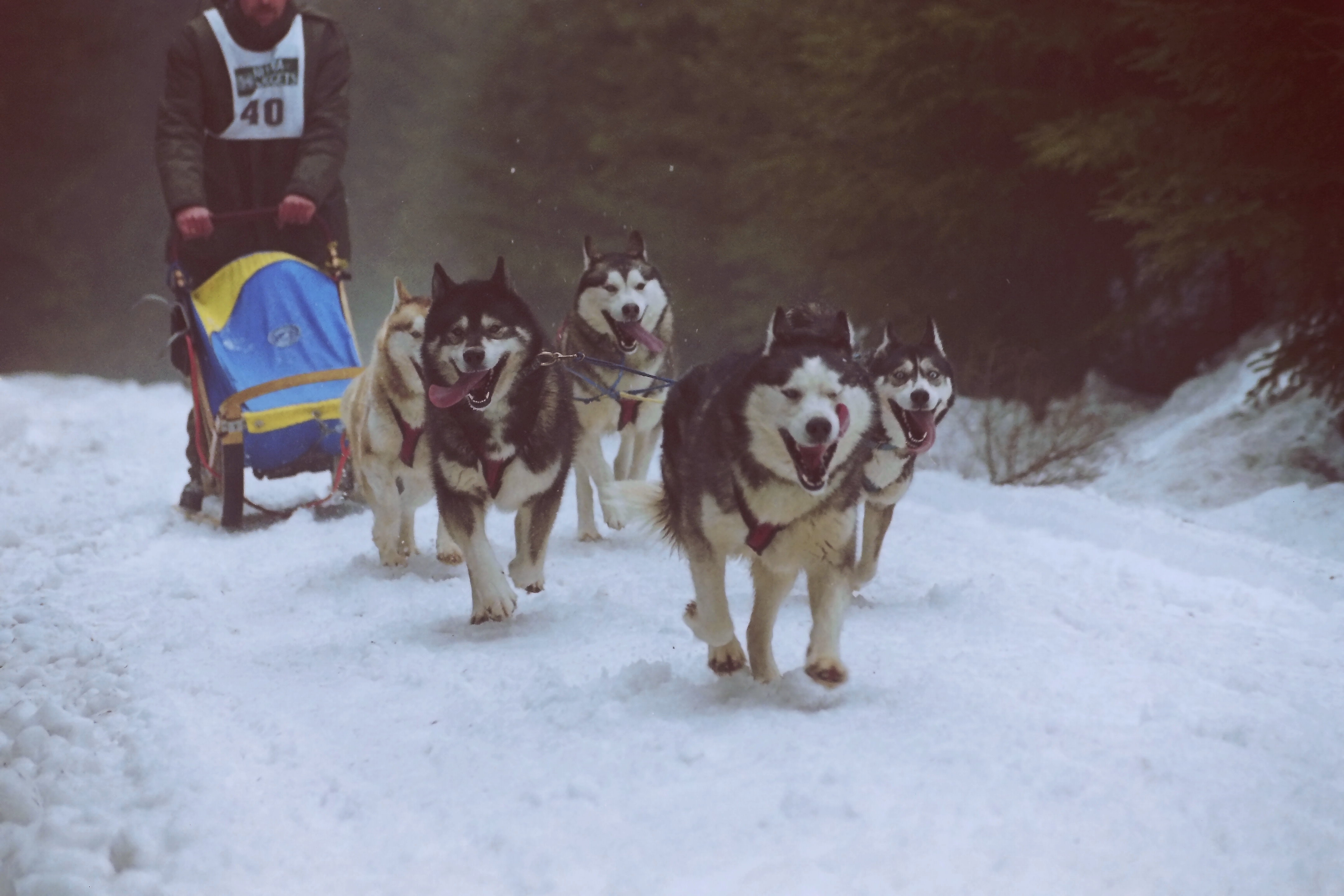
Gossos de trineu

S'anomena gos de trineu a una sèrie de races nòrdiques seleccionades i usades per al tir de trineus a la neu. Totes les races de trineu tenen gran semblança entre elles i amb el llop, són animals que posseeixen un espès pelatge que els aïlla de les baixes temperatures que han de suportar durant els seus desplaçaments, de gran sociabilitat amb altres gossos, ja que estan acostumats a treballar i viure en gossades, però amb una marcada jerarquia.

## Història
Els gossos de trineu són descendents propers dels llops de les regions polars, seleccionats per les tribus nòmades que habitaven aquestes regions properes al Cercle polar àrtic per tirar dels seus trineus i ajudar a la caça.
Els gossos de trineu van tenir gran importància durant la febre de l'or a Alaska i com a mitjà de comunicació entre poblacions australs abans de la invenció dels motors d'explosió. En l'actualitat són utilitzats com a gossos de companyia i per a la pràctica del múixing.

## Races
La Federació Cinològica Internacional només reconeix 4 races de trineu, i les inclou en el grup V, secció 1. - Gossos nòrdics de trineu.
|  |  |  |  |

Existeixen també altres races no reconegudes per la FCI però bastant conegudes dins del món del trineu de gossos com són:
|  |  |  |
|  |  |  |